# Carteret (Nova Jérsei)
Carteret é um distrito localizado no estado americano de Nova Jérsei, no Condado de Middlesex.

## Demografia
Segundo o Censo demográfico americano de 2000, a sua população era de 20.709 habitantes.
Em 2006, foi estimada uma população de 22.264, um aumento de 1555 (7.5%).

## Geografia
De acordo com o United States Census Bureau tem uma área de
12,9 km², dos quais 11,3 km² cobertos por terra e 1,6 km² cobertos por água.

## Localidades na vizinhança
O diagrama seguinte representa as localidades num raio de 8 km ao redor de Carteret.